# Mariensäule (Frickenhausen am Main)

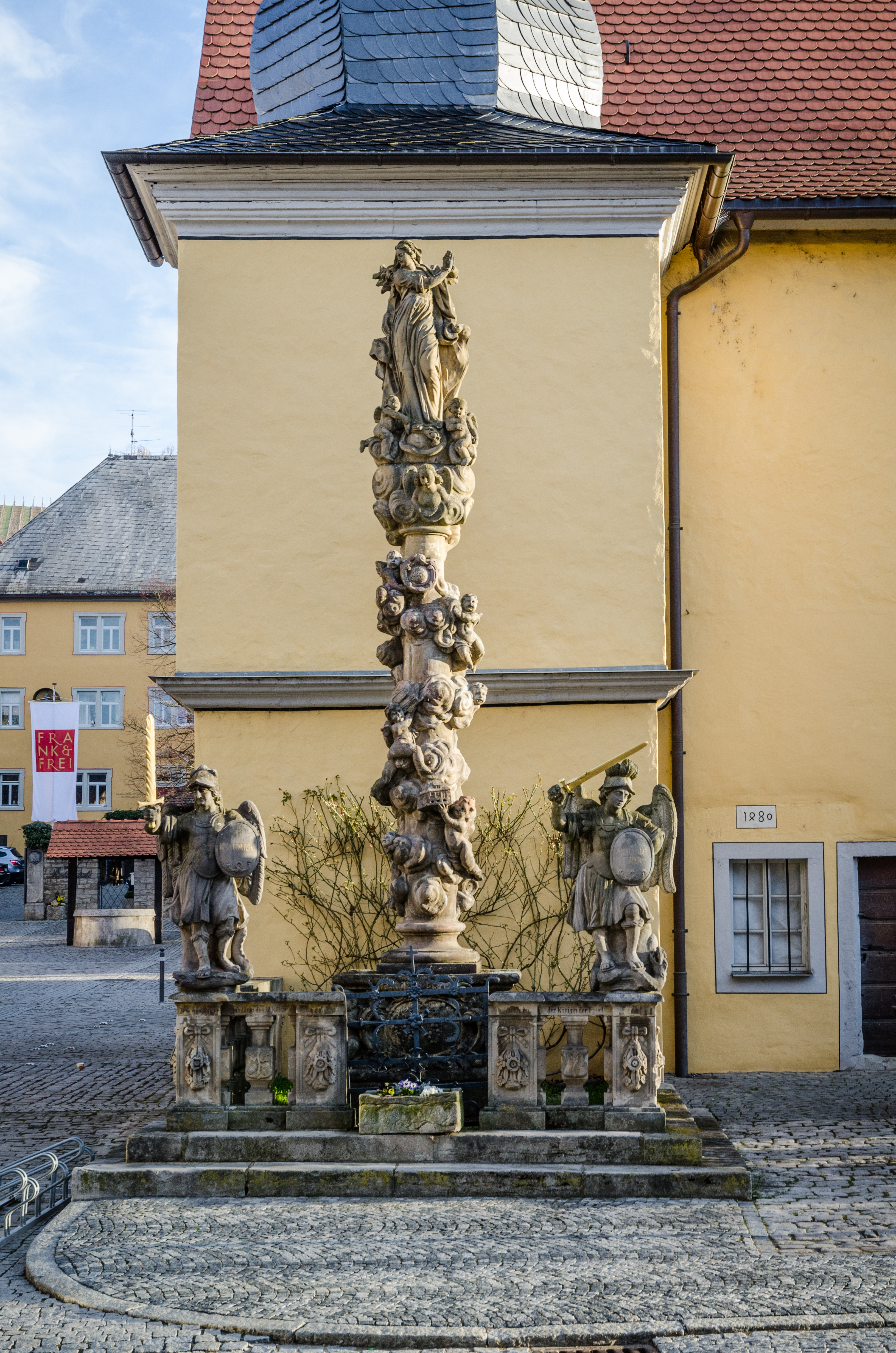
Mariensäule in Frickenhausen am Main

Die Mariensäule in Frickenhausen am Main, einer Marktgemeinde im unterfränkischen Landkreis Würzburg, wurde 1710 von Joseph Ritter errichtet. Die Mariensäule aus Sandstein am Babenbergplatz ist ein geschütztes Baudenkmal.
Die barocke Madonnenfigur steht auf einer hohen Säule mit Putten sowie Symbolen aus der Lauretanischen Litanei. Maria wird flankiert von zwei Erzengeln auf einer balusterartigen Einfriedung.